# Don Gummer

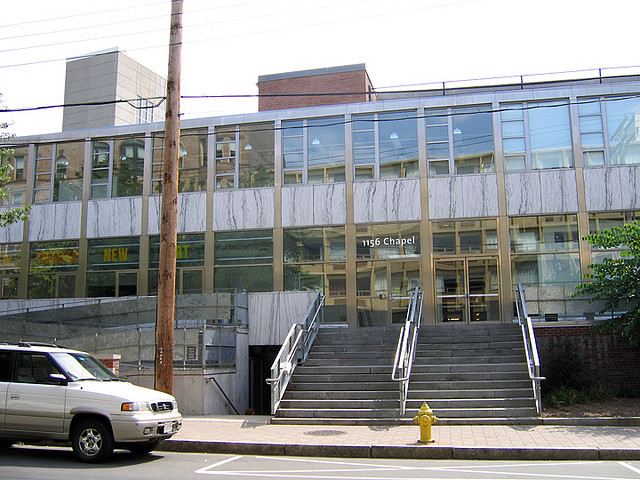
Galería de la Chapel street, Escuela de Arte de la Universidad de Yale, donde estudió Don Gummer.

Don Gummer (Louisville, 12 de diciembre de 1946) es escultor estadounidense. Sus primeros trabajos se concentraron en piezas de mesa y relieves de pared, pero a mediados de 1980 cambió su interés hacia las obras de gran formato a menudo en bronce. En los años 90 añadió otros materiales, como acero inoxidable, aluminio y vidrio de color. Su interés en las grandes piezas al aire libre también le llevó a interesarse por el arte público.

## Estilo
El crítico Irving Sandler (escribiendo para la revista Art in America, enero de 2005) apuntaba que en el trabajo de Gummer son reconocibles sus raíces en el constructivismo, pero también escribió que  "en la ampliación y devenir del arte Constructivista en una nueva dirección, Gummer le ha aportado un cariz peculiarmente contemporáneo." Sandler también escribió que el trabajo de Gummer "aporta a la postmodernidad los principios clásicos de la composición abstracta."

## Primeros años de vida
Gummer se crio en Indiana. Estudió en la  Ben Davis High School, Indianápolis, y posteriormente en la Herron School of Art (también en Indianápolis) desde 1964 a 1966. Desde 1966 a 1970 estudió en la Escuela de los Museos de Bellas Artes en Boston, Massachusetts, y luego completó sus estudios en la Yale School of Art donde recibió el Bachelor of Fine Arts (BFA) y el Máster en Bellas Artes (MFA), y estudió con el escultor abstracto David von Schlegell (1920 – 1992).
En 2009 obtuvo el título de Doctor en Letras Humanas ( en inglés: DHL -Doctor of Humane Letters).

### Matrimonio e hijos
Gummer estuvo casado con la actriz Meryl Streep. Se conocieron el año 1978. El estudio del escultor en Nueva York había quedado a cargo del hermano de Meryl Streep, Harry, amigo del escultor. Por indicación de Harry, la actriz se trasladó al estudio. Cuando Don Gummer regresó de sus vacaciones conoció a Meryl, se convirtieron en amigos inseparables y en septiembre de ese mismo año se casaron.
Tienen cuatro hijos: Henry Wolfe, Louisa, y las actrices Mamie y Grace.

## Exposiciones
La primera exposición individual de Gummer fue presentada en el año 1973. Desde entonces, sus obras han sido admiradas en dos docenas de exposiciones individuales en museos y galerías a lo largo de la Costa Este y el Medio Oeste de los Estados Unidos. Sus obras han podido verse también en exposiciones colectivas.

## Obras
Entre los trabajos encargados a Gummer se incluyen Primary Compass (2000), una escultura al aire libre diseñada para un espacio específico en el Butler Institute of American Art, Youngstown, Ohio y una fuente-escultura en Historic New Harmony, New Harmony, Indiana.  Una de sus obras más recientes es una escultura de acero inoxidable y cristal titulada Southern Circle, con una altura de 25 pies (7,6 m) y un peso de 20 000 libras (9071,8 kg), encargada por la ciudad de Indianápolis e inaugurada en octubre de 2004. Otro trabajo reciente es "Primary Separation", una instalación permanente en el Massachusetts Museum of Contemporary Art, completada en 2006.

## Colecciones públicas
Las obras de Gummer se encuentran en las colecciones de arte de las siguienbtes instituciones:
- El Butler Institute of American Art, Youngstown, Ohio
- Chase Manhattan Bank, Nueva York
- Chemical Bank, Nueva York
- Evansville Museum of Arts, History and Science, Evansville, Indiana
- The Equitable, Nueva York
- Hiroshima Lying-in Hospital, Hiroshima, Japón
- International Creative Management, Nueva York
- House of Music (1993) - Kitakyushu International Center, Kitakyushu, Japón
- Louisiana Museum, Humlebaek, Dinamarca
- McCrory Corporation, Nueva York
- Joseph E. Seagram Company, Nueva York
- Massachusetts Museum of Contemporary Art